# Aganaïns
Els aganaïns (Aganainae) són una subfamília de lepidòpters ditrisis de la família dels erèbids (Erebidae), anteriorment estava inclosa en la família Arctiidae (que avui es una subfamília més d'Erebidae).

## Gèneres
- Aganais Boisduval, 1832
- Agape Felder, 1874
- Anagnia Walker, 1854
- Asota Hübner, 1819
- Digama Moore, 1860
- Euplocia Hübner, 1819
- Neochera Hübner, 1819
- Peridrome Walker, 1854
- Phaegorista Boisduval, 1836
- Soloe Walker, 1854
- Soloella Gaede, 1926